# カリブ語

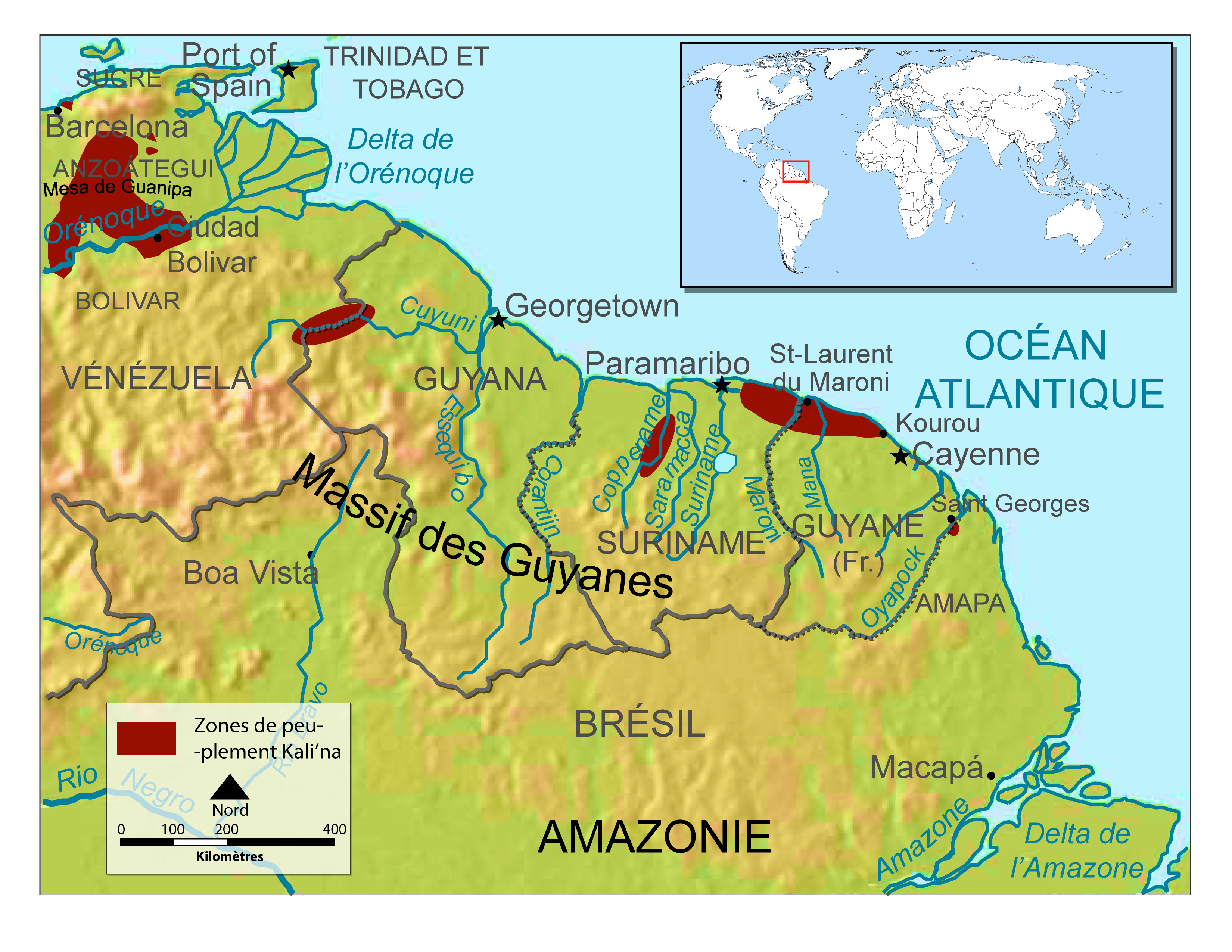

カリブ語（カリブご、カリブ語: Kaliña、英: Carib language）は、アメリカ・インディアン諸語の一つで、カリブ語族に属する言語である。
別称として、カリベ語（Caribe）、カリーニャ語（Cariña）、ガリビ語（Galibi）、ガリビ語（Galibí）、Kali'na、Kalihna、Kalinya、Galibi Carib、Maraworno、Marworno。

## アルファベット
以下の17文字からなる。
a, b, d, e, g, i, j, k, m, n, o, p, r, s, t, u, w